# Comité de Representación Laborista

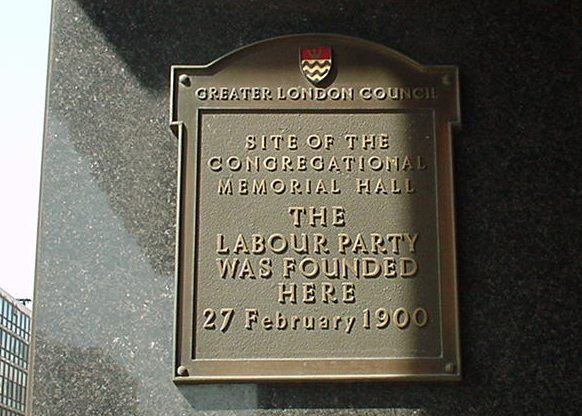
Placa conmemorativa del Partido Laborista en Caroone House, 14 Farringdon Street

El Comité de Representación Laborista (LRC) fue un grupo de presión fundado en 1900 como alianza entre organizaciones socialistas y sindicatos, dedicado a incrementar la representación de los intereses del trabajo en el Parlamento del Reino Unido. El Partido Laborista tiene sus orígenes en la creación del LRC.

## Formación
En 1899, un militante del sindicato ferroviario Amalgamated Society of Railway Servants en Doncaster, Thomas R. Steels, propuso en su sección sindical que el Trades Union Congress (TUC) convocase una conferencia especial en la que reunir a todas las organizaciones de izquierdas para formar un único organismo que presentase candidatos en las elecciones generales. La moción fue aprobada en todos los niveles del TUC, y la conferencia propuesta se celebró en el Memorial Hall de Farringdon Street los días 26 y 27 de febrero de 1900. A la reunión asistió un amplio espectro de las organizaciones izquierdistas y de la clase trabajadora, representando los sindicatos en torno a la mitad del total de organizaciones sindicales y un tercio de los delegados del TUC. El LRC es por tanto el precedente directo del moderno Partido Laborista británico. 

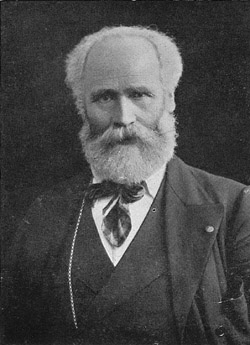
Keir Hardie, uno de los fundadores del Partido Laborista y su primer líder

Junto a los diversos dirigentes sindicales presentes, las organizaciones que asistieron a esta conferencia fueron el Partido Laborista Independiente (ILP), la Federación Socialdemócrata (SDF) y la Sociedad Fabiana. Tras un debate, los 129 delegados asistentes aprobaron la moción presentada por Keir Hardie que planteaba la constitución de un «grupo parlamentario laborista propio en el Parlamento, que tenga sus propios portavoces, y de acuerdo con su política, adopte una disposición a cooperar con cualquier partido que en un momento dado se implique en promover legislación en interés directo del trabajo». Esto llevó a la creación de una asociación denominada Comité de Representación Laborista (LRC), lo que significaba coordinar los esfuerzos para apoyar la elección de diputados presentados por los sindicatos como representantes de la población de clase trabajadora. Para hacer esto posible la conferencia fundó el LRC. Este comité estuvo formado por dos miembros del ILP, dos de la SDF, un fabiano y siete sindicalistas.

## Funcionamiento
El LRC no tenía un único líder, y en ausencia de ello, el miembro del ILP Ramsay MacDonald fue elegido como secretario. Tuvo la difícil tarea de mantener las diversas matrices de opinión existentes en el LRC unidas. Las elecciones generales de 1900 llegaron demasiado pronto como para que el nuevo partido pudiese hacer campaña en condiciones efectivas; los gastos electorales solo alcanzaron las 33 libras y los candidatos laboristas reunieron 62.698 votos. Solo se presentaron 15 candidaturas, pero dos de ellas tuvieron éxito: Keir Hardie fue elegido diputado por Merthyr Tydfil y Richard Bell por Derby.
El apoyo al LRC aumentó a raíz del Caso Taff Vale, un conflicto entre huelguistas y una empresa ferroviaria que concluyó con la condena al sindicato a pagar 23.000 libras por daños durante la huelga. El juicio ilegalizó de facto las huelgas al permitir a los empresarios recuperar el coste de los beneficios perdidos a costa de los sindicatos. La aparente aquiescencia del Gobierno conservador de Arthur Balfour con los intereses empresariales e industriales (tradicionalmente aliados del Partido Liberal en oposición a los intereses terratenientes de los conservadores) intensificaron el apoyo al LRC contra un gobierno que se mostraba poco preocupado por el proletariado industrial y sus problemas.
En las elecciones generales de 1906, el LRC logró 29 escaños –ayudado por un Pacto Gladstone-MacDonald secreto alcanzado en 1903 entre el líder laborista y el portavoz parlamentario liberal Herbert Gladstone–, gracias a sortear la división del voto entre liberales y laboristas con el objetivo de sacar a los conservadores del ejecutivo.
Como expone el historiador Eric J. Evans:
«El pacto MacDonald-Gladstone demostró ser un punto de inflexión. Otorgó al LRC una cabeza de puente en el Parlamento, con veintinueve candidatos electos en 1906. A finales de 1910, el Partido Laborista (como era conocido desde 1906) tenía cuarenta y dos parlamentarios… Con las ventajas de una comparación retrospectiva, el pacto MacDonald-Gladstone parece haber supuesto un desastre táctico para los liberales… Sin embargo, una investigación más profunda sugiere que la decisión de Gladstone era defendible e incluso parece haber sido la mejor opción».

## El Partido Laborista
El 15 de febrero de 1906, en su primera reunión tras las elecciones, el grupo de diputados laboristas decidió adoptar el nombre de Partido Laborista formalmente.
Keir Hardie, que había jugado un papel dirigente en la fundación del partido, fue elegido presidente del Partido Laborista Parlamentario (de facto, su líder), aunque solo por un voto de diferencia sobre David Shackleton tras varias votaciones. En los primeros años de vida del partido, el ILP aportó gran parte de su base activista, ya que el partido no tuvo militancia individual directa hasta 1918 sino que operaba como conglomerado de organismos afiliados. La Sociedad Fabiana proporcionó por su parte un gran estímulo intelectual al partido. Una de las primeras actuaciones del nuevo Gobierno liberal fue derogar la sentencia del caso Taff Vale.
El propio Partido Laborista conmemoró el año 2000 como su centenario, aunque celebró el aniversario de la fundación del partido entonando el himno The Red Flag en el Parlamento al final de la sesión del 9 de febrero de 2006.

## Archivo
El People’s History Museum de Manchester conserva las actas de la primera reunión del Partido Laborista celebrada en 1906 y las expone en su sala principal. También en este museo se encuentra en Labour History Archive and Study Centre, que alberga la colección del Partido Laborista, con material original desde 1900 hasta la actualidad.

## Presidentes del LRC
Las siguientes personas desempeñaron el cargo de presidente del LRC:
- 1900-1901: Frederick Rogers
- 1901-1902: Allen Gee
- 1902-1903: Richard Bell
- 1903-1904: John Hodge
- 1904-1905: David Shackleton
- 1905-1906: Arthur Henderson

## Resultados electorales
| Elecciones                                   | Escaños | ±           | Nº votos | %    | Posición | Líder       |
| -------------------------------------------- | ------- | ----------- | -------- | ---- | -------- | ----------- |
| 1900                                         | 2/670   | Crecimiento | 41.900   | 1,3% | 5º       | Keir Hardie |
| 1906                                         | 29/670  | Crecimiento | 254.202  | 4,8% | 3º       | Keir Hardie |
| Se convirtió en el Partido Laborista en 1906 |         |             |          |      |          |             |